# New Journal of Physics
New Journal of Physics (ook NJP) is een internationaal, aan collegiale toetsing onderworpen open access wetenschappelijk tijdschrift op het gebied van de natuurkunde.
De naam wordt in literatuurverwijzingen meestal afgekort tot New J. Phys.
Het wordt uitgegeven door IOP Publishing namens het Britse Institute of Physics en de Deutsche Physikalische Gesellschaft.
Het eerste nummer verscheen in 1998.